# Václavovice

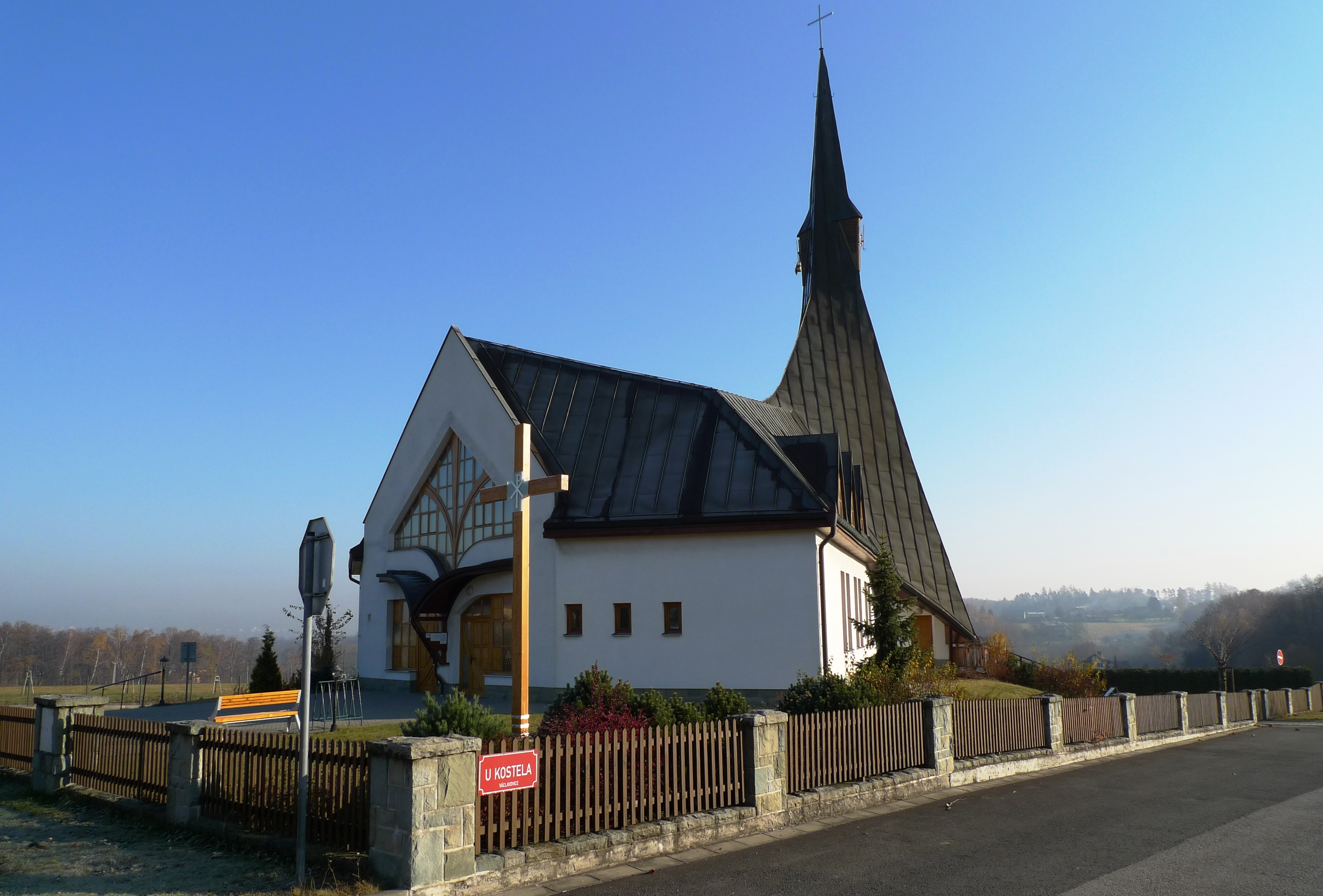
St. Wenzeslaus Filialkirche aus 1998–2001

Václavovice (früher auch Venclovice, deutsch Wenzlowitz, früher auch Wenzelsdorf, polnisch Więcłowice, Wacławowice, Więcesławice) ist eine Gemeinde in Tschechien. Sie liegt elf Kilometer südöstlich des Stadtzentrums von Ostrava und gehört zum Okres Ostrava-město.

## Geschichte
Der Ort wurde circa 1305 im Liber fundationis episcopatus Vratislaviensis (Zehntregister des Bistums Breslau) erstmals urkundlich als Item in Wenceslaowitz erwähnt. Das Dorf war noch in der früheren Phase der Gründung, weshalb das Territorium, von dem die Höhe des Zehnts ausgerechnet war, nicht festgelegt war. Der Name ist patronymisch abgeleitet ursprünglich vom Personennamen Wjatscheslaw (tschechisch Věnceslav, polnisch Więcesław, eingedeutscht Wenzeslaus) durch die verkürzte Form Waclaw (Václav, Więcław, Wenzel) durch den Einfluss von ähnlichen Ortsnamen mit dem vollen westslawischen Suffix -ovice (Věnceslav-ice -> Václav-ovice). Nach dem Zehntregister tauchte der Name erst 1683 als na Wenczlowiczych auf, dann als Wenzlowitz (1722), Wenczlowice (1724), Wentlowitz (1736). Der offensichtlich deutsche Name Wenzelsdorf wurde einmalig im Jahr 1787 erwähnt, die heutige tschechische Form ist relativ jung, z. B. 1900: Venclovice auch Vaclavovice. In der örtlichen lachischen Mundart wurde der Name als Vyncłovice, Vinclovice oder wiyncłowice ausgesprochen. Nach dem polnischen Linguisten Robert Mrózek wies der Ortsname die polnischen phonetischen Eigenschaften bzw. die Abwesenheit der tschechischen innovativen Vokalumlautung (polnischer Nasalumlaut en/ę, statt tschechischem Langvokal á) auch nach der Einführung der tschechischen Amtssprache auf.
Politisch gehörte das Dorf ursprünglich in der Zeit des polnischen Partikularismus zum im Jahr 1290 begründeten Herzogtum Teschen. Seit 1327 bestand die Lehensherrschaft des Königreichs Böhmen und seit 1526 gehörte es mit diesem zur Habsburgermonarchie.
In der Beschreibung Teschener Schlesiens von Reginald Kneifl im Jahr 1804 war Wenzlowitz ein Dorf der Herrschaft und der Pfarrei von Schönhof im Teschner Kreis, das 98 Häuser mit 530 Einwohnern schlesisch-mährischer Mundart hatte.
Nach der Aufhebung der Patrimonialherrschaften bildete es ab 1850 eine Gemeinde in Österreichisch-Schlesien, Gerichtsbezirk Friedek bis 1901 im Bezirk Teschen, dann im Bezirk Friedek. 1869 hatte die Gemeinde 966 Einwohner. Das Dorf hatte nach den Volkszählungen in den Jahren 1880 bis 1910 zwischen 1051 und 1250 Einwohner, überwiegend tschechischsprachigen Römisch-Katholiken, die sich Lachen nannten.
Nach dem Zusammenbruch Österreich-Ungarns Ende 1918 wurde Václavovice ein Teil der Tschechoslowakei. Am 26. Oktober 1920 wurde die Form Václavovice [u Frýdku] administrativ dauerhaft eingeführt. Ab 1939 im Protektorat Böhmen und Mähren. Bis 2006 gehörte die Gemeinde zum Okres Frýdek-Místek, danach zum Okres Ostrava-město.